# Teleenciclopedia
Teleenciclopedia este o emisiune a postului național de televiziune din România, Televiziunea Română. Denumirea este un cuvânt telescopat pornind de la „televiziune” și „enciclopedie”.
Este una dintre cele mai longevive emisiuni din programele posturilor de televiziune din România, prima difuzare a emisiunii înregistrându-se la data de 22 mai 1965. Emisiunea este difuzată în continuare pe TVR1, sâmbătă după-amiaza la ora 18.45. Sunt prezentate documentare cu subiecte diverse: natură, tehnologie, sănătate ș.a. 
Cele mai multe documentare sunt achiziționate de la BBC.
Emisiunea păstrează același generic (un fragment din Momentul muzical pentru pian și orchestră de Nicolae Kirculescu) de mai mulți ani. Între comentatorii care au lucrat sau lucrează pentru Teleenciclopedia se numără: Mariana Zaharescu, Dinu Ianculescu, Sanda Țăranu, Florian Pittiș, Alexandru Marinescu, Adela Mărculescu, Petru Mărgineanu, Lucia Mureșan, Irina Petrescu, Silviu Stănculescu, Ion Caramitru, Traian Stănescu ș.a.